# Mihăilești, Buzău
Mihăilești este satul de reședință al comunei cu același nume din județul Buzău, Muntenia, România. Se află în sudul județului, în câmpia Română, în apropierea drumului național 2.